# P!sco
P!SCO，2010年2月組成，來自台北的跳舞搖滾樂團。曲風融合古典樂、電子樂、龐克、金屬樂，難以定義且獨樹一格。表演時團員們總是穿著專屬的棒球服（每位團員都有自己的背號），與樂迷一起跳舞的互動性強大，曾經有樂迷在PTT八卦版上訴說女朋友認為P!SCO表演太像邪教而禁止他去觀看的心情抒發，從此後P!SCO也有『邪教樂團』的稱號。P!SCO的團名原意是『PIANO + DISCO』，驚嘆號則是因為設計師的點子，故將『i』顛倒為『！』，讀音依然是『i』。PISCO也是智利與秘魯的國民酒，所以P!SCO多次與酒商合作並製作聯名酒款。
因為P!SCO的女性團員在演出時因為非常的亮眼，所以常常被誤認為是女子樂團，而早年P!SCO在台中發跡，也常常被誤認為是台中團，另外也曾經因為表演的風格偏日系，在校園演出時被主持人說是來自日本的樂團。P!SCO將樂迷們稱呼為P!SCOer，每個演出場合都可以看到滿滿的樂迷穿著P!SCOer在場中穿梭。P!SCO每一場演出都將彩虹旗高掛在舞台上，台下也會有樂迷舉著彩虹旗，作品『自己』、『BEING P!SCO』都是在表達對於LGBT的支持，曾經號招樂迷一起參加同志大遊行，加上吉他手Rachel的跨性別身份讓P!SCO的彩虹形象非常鮮明。吉他手Rachel曾多次在台灣祭等活動中表達自己的台獨政治立場。
P!SCO也十分擅長在周邊商品上製造話題，毛巾共生產過七款、T-Shirt超過十款，另外『果汁袋』、『御守』、『浴巾』、『聯名酒』等大量且多元的商品讓人瞠目結舌，除了與實體店家銷售合作以外，也在電商蝦皮上經營專屬的周邊商城。曾在搖滾台中創下兩百條完售的佳績。

## 生涯

### 2010年
時任『筆醬樂團』主唱兼鍵盤的小論因為一場樂團比賽想要重組樂團並嘗試新的曲風，於是開始尋找樂團成員。因為想要專心在歌唱上所以鍵盤的位置由親哥哥鼎鼎頂替，貝斯則依然由筆醬貝斯手熊擔任。吉他手Rachel在朋友的介紹下加入，鼓手朝量則是筆醬友團『Slimo黏菌』的成員，加上DJ小春(DJ Sandoz)於2010年2月20日正式成軍，初期為六人組合樂團，而一開始的目的其實只是為了一場比賽組成的暫時性樂團。
成軍第一年就展開了大量演出的日子，也有了許多第一次：
- 第一場演出：捷運忠孝復興站前廣場
- 第一場比賽：第一屆亞洲女子搖滾大賽
- 第一場LIVE HOUSE：地下絲絨
- 第一場校園：宜蘭羅東高中
- 第一場音樂祭：搖滾台中

### 2011年
在錄製第一張EP『SELFISH』時貝斯手熊離團，在第二任貝斯手Molly加入前的過渡期，EP裡有三首的貝斯由吉他手Rachel錄製完成。這一年的P!SCO接受了日本愛知電視台的訪問，也在金曲音樂節擔任歌手『張芸京』的樂手，在『中壢搖滾音樂祭搖滾樂團PK賽』與『ICRT樂團大競技』分別得到了冠軍與季軍，拍攝了『Converse』的秋冬型錄，演出的陣線也逐漸拉長，北至『海洋音樂祭』南至『春天吶喊Spring Scream』，並且受邀至香港『開放音樂祭』與澳門『塔石廣場音樂祭』完成了首次海外巡演，而當時海外巡演的貝斯手由『八三夭』霸天擔任代打。

### 2012年
三月在中華職棒誓師大會上擔任統一獅的演出代表，但因為這場演出後小論的喉嚨因為生病無法歌唱，所以三天後於河岸留言的演出緊急改由三位友團主唱『Slimo黏菌』UJ、『Gonzo』Wumy、『OK Bomb』咩珊接力將表演完成，當時小論只能戴上畫有紅色叉叉的口罩在台下觀看。五月，因為颱風導致Molly班機Delay，當晚在Revolver的演出前半段由技師阿勇臨時代打，直到後半場才由Molly接替回來。六月，完成第二張單曲『DANCE』，這張單曲僅有手工製作數百張，並沒有在數位與實體店面上發行。十月，接受東風電視台的訪問，並且首次在『台北Legacy』穿上現在樂團最具代表性象徵的『棒球衣』演出。
這一年的搖滾台中因為大雨導致P!SCO只演出了一首歌即宣告中斷並取消，現場聚集數百名不願離去的樂迷在台下呼喊P!SCO的團名，在不斷與主辦單位溝通後，P!SCO再次回到舞台上，雖然只演出了短短三首歌，但是現場的氛圍與樂團、樂迷之間的情感，成為了成軍以來的最大傳說與難忘的演出經驗，並且讓P!SCO被認為是『台中團』的開始。

### 2013年
四月，參與了長達一個月的音樂劇『搖滾芭比Hedwig and the Angry Inch』的演出，由團員們擔任劇中的樂手。音樂劇後前往首次海外大型音樂祭在中國廣州的『430音樂節』。六月，強勢發行首張專輯『StartUp登板』與拍攝了首隻MV『I Wish You Love』，七月，第一次入圍海洋音樂祭十強、在THE WAll與日本樂團『Special Thanks』共演。八月前往日本東京『富士電視台』錄製音樂節目『Asia Versus』，貝斯手由Omoi代打。這場演出之後因為理念不合，貝斯手Molly離團，Omoi正式加入，並在搖滾台中的主舞台上連續摔倒兩次而聲名大噪。十月，與英國樂團『Big Pink』共演。十二月帶著首張專輯展開了第一次日本巡演。

### 2014年
第一次舉辦樂團的週年專場『P!SCO-4-Slugger四週年演唱會』，邀請前貝斯手Molly回鍋擔任合成器手，在演出中第二代球衣『黑球衣』首次亮相，也首次與『血肉果汁機』主唱Gigo合作歌曲『Dancing All Night』。演出結束後P!SCO面臨解散危機，因為時任DJ兼團長的小春(DJ Sandoz)被發現長期挪用樂團公款、發片補助、週邊製作等費用，最後小春被開除由吉他手Rachel擔任團長。在樂團最低潮與不被人信任的時候，為了展現樂團重新出發的決心，P!SCO在夏天發行第三代球衣『夏虎祭紅球衣』，也首次舉辦與國外友團共演的『Asia Series』，冬天時更展開一系列的感謝祭活動，包含專場『P!SCO-4-Thank Yo』與五個城市的『感謝祭講座巡迴』，這一年的感謝祭也是P!SCO將彩虹旗掛上舞台上的開端。海外演出也大有斬獲，第一次受邀到馬來西亞吉隆坡參演『Music Torondo Festival』，因為演出亮眼同年再度被邀請到馬來西亞美里參加『Asia Music Festival』。冬天時則與友團『OVDS』一起前往中國展開三個城市的巡演。

### 2015年
五人型態後的P!SCO發行了EP『ReStart』與拍攝MV『怎哭了』。在台北舉辦了五週年專場『P!SCO-5-ReStart』，這次演出也是P!SCO第一次進行多機拍攝紀錄並發行LIVE DVD，在高雄百樂門首度舉辦專場『Devil P!SCO 666』。七月站上『覺醒音樂祭』主舞台『射日舞台』、八月第一次前往韓國釜山參演『Busan Rock Festival』、九月在台北小地方再度舉辦『Asia Series（木曜日攻防）』。冬天感謝祭再開，除了專場以外也以『一日社團指導老師』的企劃深入學生社團回饋基層。

### 2016年
年初，正式接手位於台北東區的『硬搞Ingo』，並改名為『One PeeR Studio頑皮音樂影像工作室』。發行睽違三年的第二張專輯『BEING P!SCO』，收錄了經典跳舞歌曲『BEING P!SCO』、『Penguin Disco』、『中二夜晚』等曲。四月的六週年北高專場票房亮眼，高雄百樂門場是P!SCO首次達成完售目標的專場。七月，連續第三年的『Asia Series』與來自日本、香港、泰國的樂團們齊聚一堂並以音樂祭形式展開連續雙日的演出。八月應VS Media的邀請再次前往香港演出。九月受邀前往新加坡參演『Music Matters Festival』、中國湖北省利川市『騰龍洞迷笛音樂節』主舞台。十月入圍『金音獎最佳現場演出獎』。十二月在四個城市（台北、台中、嘉義、高雄）開催的感謝祭巡迴『P!SCO-6-Thanks My Devil Tour』達成全完售紀錄。

### 2017年
在回饋偏鄉少棒隊的企劃『追球少年』上擔任開球嘉賓，二月再度前往日本巡演並首次參演日本音樂祭『Bitch Festival 2017』，並在大阪舉辦日本版的『Asia Series』。三月首次在台北Legacy舉辦週年專場『P!SCO-7-P!SCO Pride』，邀請日本樂團『Who the Bitch』、泰國樂團『Gorilla』擔任開場，另外也將週年專場的戰線拉到香港舉辦『P!SCO-7-P!SCO Pride香港站』，團員們也藉著這個契機第一次住在重慶大廈留下一輩子難忘的回憶。七月『Asia Series』再度以雙日音樂祭形式登場。十月發行單曲『Hey Dear』紀念逝世的年輕樂迷。十二月舉辦感謝祭與再度復活的『感謝祭講座巡迴』。

### 2018年
三月，與日本知名AV女優『高橋聖子』共演，五月發連續發行兩張單曲：動員樂迷拍攝MV的『每當唱這首歌的時候』、首度嘗試泰文演唱的『清澈的湖水裡有魚』。而八週年專場在『P!SCO-8-WE ARE P!SCO』在台中Legacy開演，與酒商合作發行限量的『Pisco Porton x P!SCO』聯名款，而連續兩年的週年專場皆以獨立自主企劃的高規格演出型態大受好評。專場結束後前往日本東京巡演與日本知名樂團『四星球』、『PAN』共演，巡迴的最後一場則是與七組日本友團共演的『Asia Series』的東京版，P!SCO除了擔任壓軸以外，吉他手Rachel也與『JinnyOops!』、『Who the Bitch』進行難得的跨國合作，P!SCO也藉著這次巡迴發行日盤『この歌を歌う度に』。在電商蝦皮上成立專屬的PISCOGOODS周邊商城。十一月參與電視節目『樂團新勢力』，十二月與『NTW新台灣娛樂摔角聯盟』合作並製作『中二之王Sky選手』的出場曲。

### 2019年
九週年演唱會前夕發表新曲『光圈』，此曲首度由主唱小論和bass手Omoi共同填詞，描述小時候遭受霸凌而留下心理陰影，雖然長大後傷痕漸漸淡化，但那不被他人接受的痛苦卻深深刻在心中，因此陷入憂鬱情緒無法自拔，渴望得到愛與救贖的故事。這首歌曲在『街聲』上獲得相當好的成績，快速突破十萬次點閱並獲得搖滾類排行榜連續七週冠軍。趁著這股氣勢P!SCO的九週年演唱會『P!SCO-9-DANCING ALL NINE』也開出票房紅盤，並且邀請到日本偶像團『ぜんぶ君のせいだ。』共演。十一月底在四個城市：桃園、苗栗、高雄、彰化開催十週年暖身巡迴『P!SCO-9-READY FOR TEN』，這也是第一次有獨立樂團在苗栗『沃野之音』舉辦專場活動。

### 2020年
一月中完成十週年暖身巡迴『P!SCO-9-READY FOR TEN』彰化場後，宣佈將在八月底舉辦三日的十週年音樂祭『般若電司音樂祭』，並追加兩場特別場分別跟日本偶像團『KAQRIYOTERROR』、『ゆくえしれずつれづれ』共演，但受到COVID-19的疫情影響，三場活動陸續宣布停辦。疫情期間的P!SCO除了積極投入創作以外，先與台灣精釀啤酒品牌『福爾摩沙啤酒』推出聯名酒Hoppy Penguins，僅僅三週就宣布啤酒完售。八月再跟有著電競女神、宅男女神稱號的藝人『解婕翎』合作推出新單曲《小世界》，並在『赤聲躁動搖滾音樂祭』主舞台演出專場等級的十周年特別節目。此月也與崑山視覺傳達系的學生合作推出十周年特展。十月在『嘉義市搖滾音樂祭』與女子偶像『月宵◇クレシェンテ』跨界合作，十月底正式發行新專輯『Alley260』收錄《光圈》與《小世界》等六首新歌，其中新歌《日常用品》與香港詩人『黃裕邦』展開跨國合作，或許曾與月宵合作過的關係，這首歌曲在演出中樂迷會在進副歌時大喊《耶太嘎》，首次把『御宅藝』帶入演出中，也配合專輯的發行進行『P!SCO-10-ALLEY260 ONE MAN TOUR』巡迴。十一月再次與福爾摩沙啤酒聯名推出第二款啤酒Flower Penguins。十二月的發片巡迴桃園場邀請立法委員『陳柏惟』首次合作。

### 2021年
一月在3DLR演出後宣布與『月宵◇クレシェンテ』展開北中南巡迴。

## 歷任成員

### 現任團員
- 主唱：小論（2010-present）
- 吉他：Rachel（2010-present）
- 鼓手：朝量（2010-present）
- 鍵盤：鼎鼎（2010-present）
- 貝斯：Omoi（2013-present）

### 過往團員
- 貝斯：熊 (2010-2011)
- 貝斯：Molly (2011-2013)
- DJ：小春 / DJ Sandoz (2010-2014)

### 現場演出支援樂手
- 和音：臨停 (2012-present）
- PGM、舞台技師：阿勇 (2012-present）
- PGM、舞台技師：唐牛 (2014-present）
- 鼓技師：少齊 (2018-present）

## 現任成員介紹

### 主唱小論
自幼學習古典鋼琴，P!SCO的詞曲創作人，迷離嗓音具有高度辨識力，親切甜美的笑容及歌聲在台上演出時，每刻舉手投足能夠完全掌控著台下樂迷的舞步及動作，現場魅力十足熱情的氣氛，讓P!SCO的現場能夠毫不猶豫的帶來快樂！2022年以一首新歌SAKURA DANCE，成功轉型為唱跳歌手！
籌組P!SCO前與張芸京共同組成筆醬樂團，並在樂團中擔任主要創作人、主唱、鍵盤手。
- 本名：張維倫
- P!SCO職位：主唱、P!SCO詞曲創作人
- 生日：5月10號
- 綽號別稱：小論、娘娘、教主
- 球衣背號：5號
- 球衣姓名：CatLun
- 背號起源：出生的月份
- 擅長樂器：鋼琴、吉他、小提琴
- 參與樂團：筆醬、四幸丸
- 興趣：旅行、露營、電子樂、當貓奴
- 最喜歡的國家：泰國
- 現職：全職音樂人、貓奴
- 咒語：喵耶喵羅咪
- 其他技能：編髮

### 吉他手Rachel
2014年起擔任團長至今，負責樂團的整體規劃、統籌執行、社群經營。在舞台上以馬尾、大動作而形象分明，現場演出時Talking的主要負責人，除樂團外也曾經參與舞台劇陰道獨白與音樂劇搖滾芭比演出。另外Rachel也以跨性別女性的身分受到注目，並在樂團以自身的力道不遺餘力的推廣彩虹驕傲，現為YAMAHA合作音樂人。
- 生日：6月18號
- 綽號別稱：芮秋、秋秋、阿秋
- 球衣背號：17號
- 球衣姓名：RACHEL
- 背號起源：喜歡的棒球選手林岳平
- 擅長樂器：吉他
- 興趣：棒球、料理
- 現職：雜誌出版社攝影師
- 應援代表色：紅色

### 貝斯手Omoi
在舞台上以嬌小的外型彈奏者具有爆發力的bass，展現出的反差萌讓他在樂團中擁有高人氣。除了貝斯以外也擅長鋼琴演奏，曾多次在P!SCO的專場上演奏鋼琴展現才華。加入P!SCO前因為參與過伊蕾莎而在獨立音樂圈小有名氣。
- 本名：張憶文
- 生日：12月8號
- 綽號別稱：爪爪
- 球衣背號：13號
- 球衣姓名：OmOi
- 背號起源：幸運數字
- 擅長樂器：鋼琴、貝斯
- 參與樂團：伊蕾莎、海鮮套餐、超展開、ゴロゴロタヌキ
- 興趣：看小說、看日綜
- 現職：網路媒體編輯

### 鼓手朝量
P!SCO團員裡唯一的全職音樂人，除了教課以外也擔任演唱會樂手，如周湯豪、黃鴻升、葛仲珊、FIR阿沁、玖壹壹等。
- 本名：楊朝量
- 生日：11月12號
- 綽號別稱：朝量、量量、楊里長、章造(SYOUZOU)、三重鼓王、亮亮王子、木易楊
- 球衣背號：16號
- 球衣姓名：LIANG
- 背號起源：喜歡的棒球選手陳偉殷
- 擅長樂器：鼓
- 參與樂團：Slimo黏菌、Yesido、Undersoul、痞子旁分、TAT（小鬼黃鴻升組成的樂團）
- 興趣：打電動
- 現職：鼓手

### 鍵盤手鼎鼎
小論的親哥哥，一樣自幼學習鋼琴並有顯著的演奏成績，世新大學爵士鋼琴創社社長。
- 本名：張鼎文
- 生日：10月15號
- 綽號別稱：鼎鼎、鼎王、顏值擔當
- 球衣背號：88號
- 背號起源：想錢想瘋了
- 球衣姓名：DingDing
- 擅長樂器：鋼琴、吉他
- 興趣：貓奴
- 現職：工程師

## 作品

### 專輯
- StartUp－2013年6月
- BEING P!SCO－2016年5月
- Alley260－2020年10月

### 單曲/EP
- SELFISH－2011年8月
- DANCE－2012年6月
- ReStart－2015年2月
- Hey Dear－2017年10月
- 每當唱這首歌的時候－2018年5月
- 清澈的湖水裡有魚－2018年5月
- この歌を歌う度に－2018年6月
- 光圈－2019年4月
- 小世界－2020年8月

### DVD
- P!SCO-5-ReStart Live DVD

### 舞台劇
- 搖滾芭比 Hedwig and the Angry Inch－2013年

## 吉祥物
P!SCO早期使用非常大量的老虎做為設計代表，像是周邊商品或是專場的視覺設計都有老虎的身影出現，自從Penguin Disco這首歌出現後，企鵝也成為另外一個吉祥物代表。

### 老虎
據說是因為每隻棒球隊都要有吉祥物，所以選擇了老虎。

### 企鵝
P!SCO十周年時與崑山視傳系的同學合作，以六首歌為出發點設計出『企鵝應援隊』，出現在大量周邊商品與視覺，甚至推出LINE貼圖。
- DICO（取自歌曲Penguin Disco）
- MANDY（取自歌曲BEING P!SCO）
- KILA（取自歌曲中二夜晚）
- B-LU（取自歌曲Hey Dear）
- DAVIS（取自歌曲每當唱這首歌的時候）
- AMO（取自歌曲光圈）

資料來源自IG：piscool_10th

## 得獎紀錄
- 中壢搖滾音樂祭搖滾樂團PK賽冠軍-2011年
- ICRT樂團大競技季軍-2011年
- ICRT樂團大競技季軍-2011年
- 南面而歌I Wish You Love的MV獲得最佳演員獎-2012年
- 海洋音樂祭十強-2013年
- 海洋音樂祭十強-2014年
- 金音獎最佳現場演出入圍-2016年

## 服裝
P!SCO成軍初期就曾在服裝上多所著墨，早期以黑白條紋為主，現在則以棒球衣為主要形象。
- 第一代：黑白條紋衣
- 第二代：西裝外套風
- 第三代：棒球衣

目前P!SCO棒球衣共出現過九款：
- 白球衣
- 黑球衣（撞drunk球衣）
- 紅球衣（夏虎祭紅球衣，夏天的音樂祭時著用）
- 條紋球衣（PeeR夥伴球衣）
- Range聯名球衣（僅於2018覺醒音樂祭演出時著用）
- 工作人員限定款球衣（光圈單曲封面時著用）
- 特別款粉紅色球衣
- 特別款粉綠色球衣
- 白球衣（十週年復刻版）
- 黑紅球衣（最新一代硬挺黑紅球衣）

## 外部連結
- P!SCO（页面存档备份，存于）